# Günther Abendroth
Günther Abendroth (* 16. August 1920 in Berlin; † 10. Januar 1993 ebenda) war ein deutscher Politiker (SPD). Er wirkte unter anderem als Bezirksbürgermeister.

## Leben
Abendroth schloss 1939 die Oberrealschule mit dem Abitur ab. Aus rassistischen Gründen wurde er für ein Jahr Soldat. Bis 1945 war er in Lagerhaft. Nach dem Zweiten Weltkrieg studierte er an der Technischen Universität Berlin Chemie. Er trat der IG Chemie und 1946 der SPD bei, für die er stellvertretender Kreisvorsitzender für Wilmersdorf und Beisitzer im Landesvorstand Berlin war. Sein Studium schloss er 1955 als Diplom-Ingenieur ab. Schon 1948 bis 1958 war er Bezirksverordneter in Berlin-Wilmersdorf. Anschließend wurde er für eine Legislaturperiode (von 1958 bis 1963) Mitglied des Abgeordnetenhauses von Berlin (MdA). Im Januar 1963 wurde Abendroth Bezirksbürgermeister von Kreuzberg als Nachfolger von Willy Kressmann, bis er dieses Amt 1975 abgab. Im November 1980 rückte er für den Bundestagsabgeordneten Gerd Wartenberg im Abgeordnetenhaus nach.
Seit 1961 war Abendroth Vorsitzender der Freien Volksbühne Berlin und ab 1984 auch des Verwaltungsrats des Bundesverbands der Deutschen Volksbühnenvereine.
Im Jahr 1989 erhielt Abendroth das Bundesverdienstkreuz 1. Klasse, ein Jahr später wurde er als Stadtältester von Berlin geehrt.

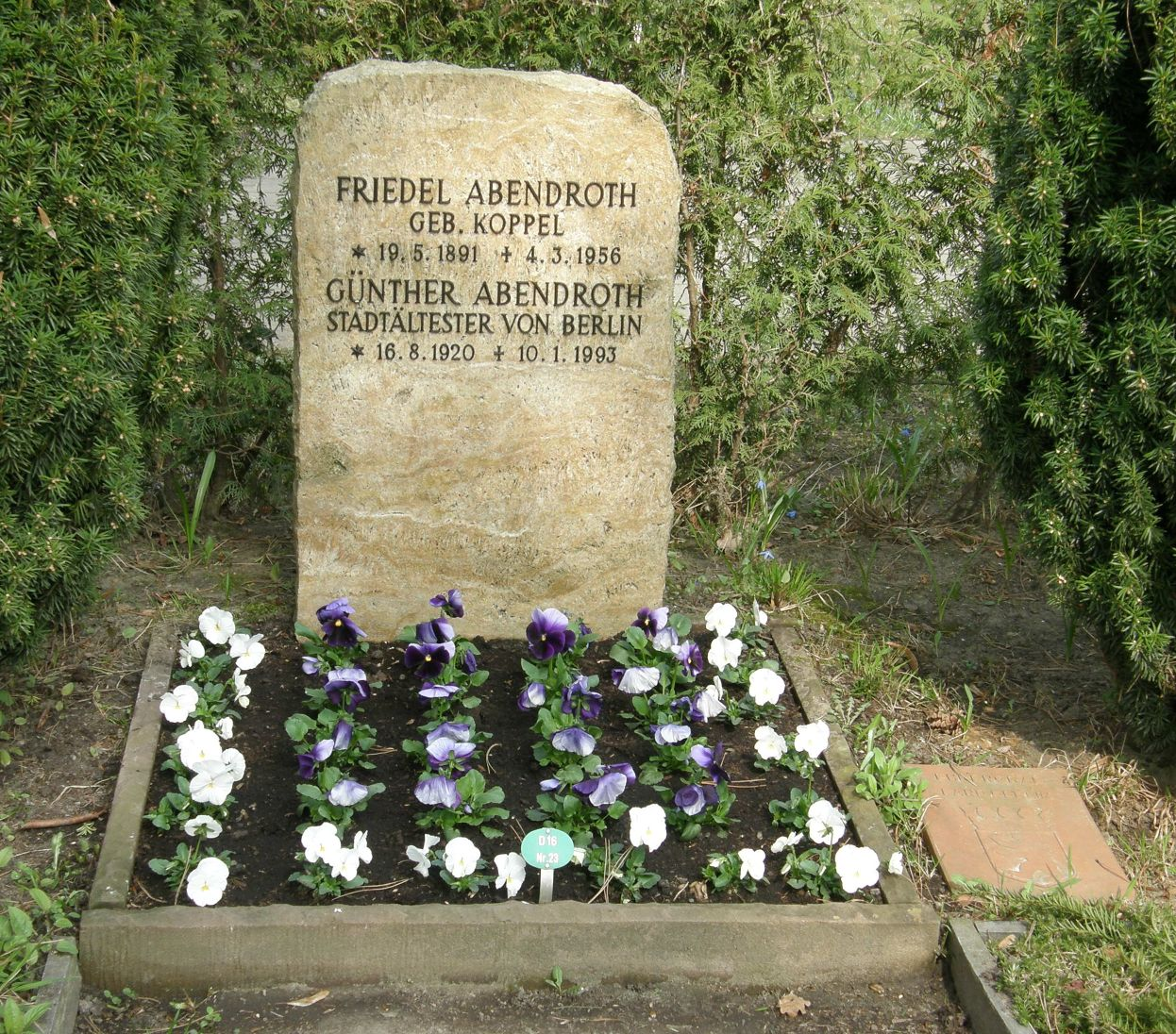
Ehrengrab von Günther Abendroth auf dem Friedhof Wilmersdorf

Günther Abendroth war verheiratet und hatte drei Kinder. Er starb im Januar 1993 im Alter von 72 Jahren in Berlin. Seine letzte Ruhestätte auf dem Friedhof Wilmersdorf (Grablage: D 16-UW 23) ist als Ehrengrab des Landes Berlin gewidmet.